# 川北村 (高知県)
川北村（かわきたむら）は、高知県安芸郡にあった村。現在の安芸市川北甲・川北乙にあたる。

## 地理
- 海洋：土佐湾
- 河川：安芸川、伊尾木川、江川川

## 歴史
- 1889年（明治22年）4月1日 - 町村制の施行により、近世以来の川北村が単独で自治体を形成。
- 1954年（昭和29年）8月1日 - 安芸町・伊尾木村・東川村・畑山村・井ノ口村・土居村・赤野村と合併して安芸市が発足。同日川北村廃止。

## 交通

### 鉄道路線
現在は旧町域を土佐くろしお鉄道阿佐線が通過するが、当時は未開業。

## 出身著名人
- 中平昌（台湾総督府食糧局長）